# Evangelische Kirche (Sondheim)

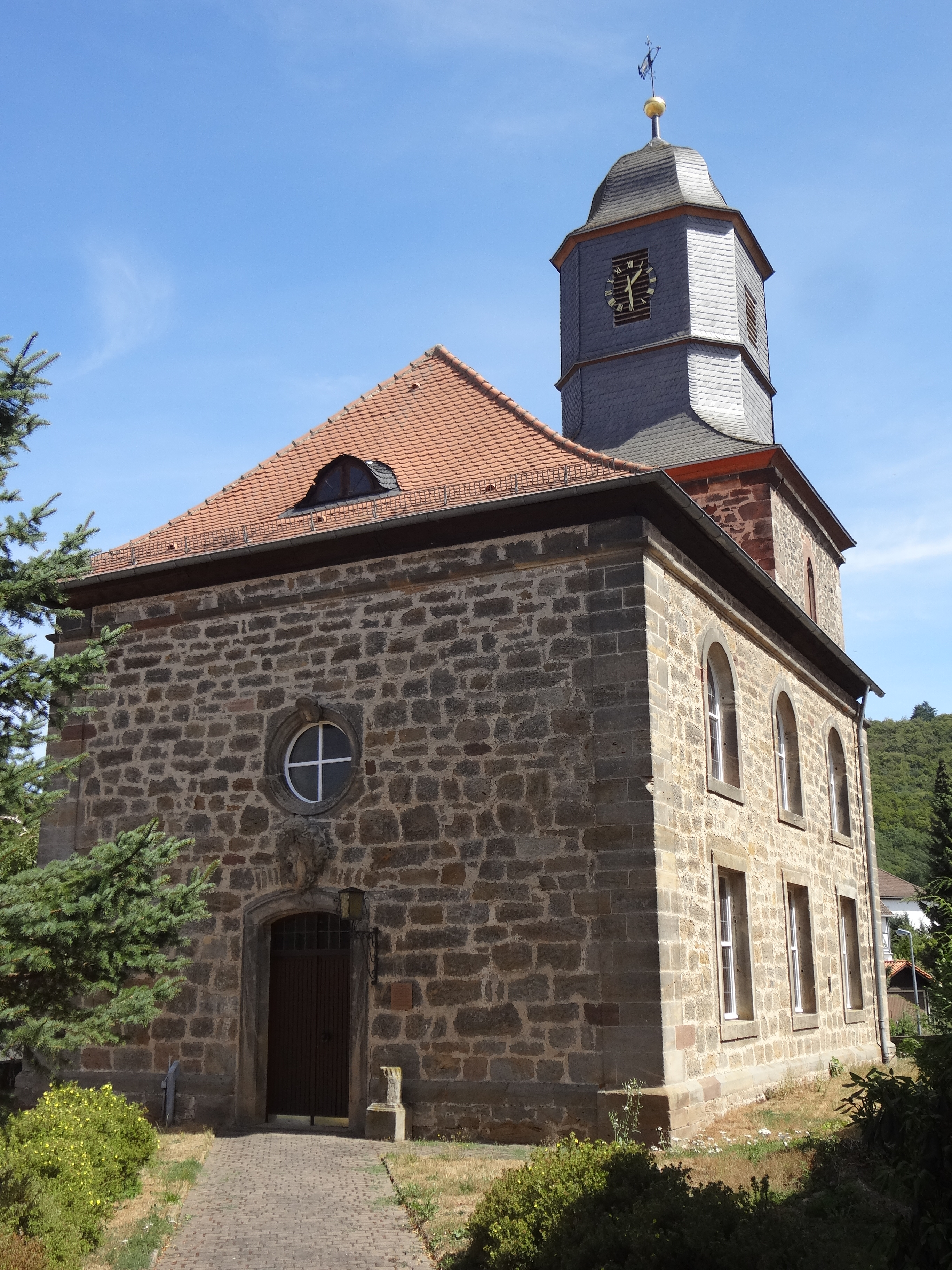
Evangelische Kirche (Sondheim)

Die Evangelische Kirche Sondheim ist ein denkmalgeschütztes Kirchengebäude, das in Sondheim steht, einem Stadtteil von Homberg im Schwalm-Eder-Kreis (Hessen). Die Kirche gehört zur Kirchengemeinde Wernswig-Sondheim im Gesamtkirchspiel Wernswig-Waßmuthshausen im Kirchenkreis Schwalm-Eder im Sprengel Marburg der Evangelischen Kirche von Kurhessen-Waldeck.

## Beschreibung
Bereits im 13. Jahrhundert wurde eine Kirche gebaut, die um 1500 unter Beibehaltung von Teilen des Vorgängerbaus erneuert wurde. 1799 wurde nach Plänen von Johann Aadreas Engelhardt ein neues Kirchenschiff aus Werksteinen errichtet. Der gotische Chorturm aus Bruchsteinen wurde beibehalten. Der Turm erhielt einen schiefergedeckten, mit einer glockenförmigen Haube bedeckten Aufsatz, der die Turmuhr und den Glockenstuhl beherbergt. Von den drei Kirchenglocken mussten im Zweiten Weltkrieg zwei abgeliefert werden, nur die 1439 gegossene blieb erhalten. Die verlorenen Glocken wurden 1947 ersetzt.
Im Chor, der mit einem Kreuzrippengewölbe auf Konsolen überspannt ist, und Maßwerkfenster hat. Zur Kirchenausstattung gehören ein Sakramentshaus, das mit einem Relief bekrönt ist, das die Auferstehung Jesu Christi zeigt, und ein Taufbecken aus dem 16. Jahrhundert. Auf der Empore steht eine von Gustav Wilhelm 1846 gebaute Orgel.